# Josef Suppan
Josef Suppan (* 9. Januar 1828 in Innsbruck; † 5. Juli 1902 in Laibach) war ein österreichischer Jurist und Politiker.

## Leben
Als Sohn eines Forstmeisters geboren, studierte Suppan nach dem Besuch der Gymnasien in Meran, Laibach und Innsbruck Rechtswissenschaften in Innsbruck und Graz. Während seines Studiums war er 1884 einer der Gründungsburschen der Burschenschaft Carniola Graz. 1848 gehörte er der Akademischen Legion in Innsbruck an. Nach seinem Examen und Promotion 1851 in Graz zum Dr. iur. wurde er nach mehreren Stationen 1854 Advokat in Ungarn und war von 1856 bis 1861 in Rudolfswert als Notar tätig. Dort wurde er auch Gemeinderat. 1861 wurde er Hof- und Gerichtsadvokat in Laibach. Ab 1861 gehörte er auch dem Krainer Landtag als Abgeordneter an. Von 1864 bis 1883 war er Gemeinderat und Vizebürgermeister, von 1869 bis 1871 Bürgermeister von Laibach. Von 1866 bis 1867 war er Landeshauptmannstellvertreter. Von 1873 bis 1879 war er Reichsratsabgeordneter, wo er dem Fortschrittsklub angehörte. 1886 wurde er Amtsdirektor der Krainischen Sparkasse in Laibach, 1869 Mitglied des Reichsgerichts und 1895 des Staatsgerichtshofes.
Sein Bruder war Alexander Supan.

## Ehrungen
- Tiroler Landesverteidigungsmedaille am rot-weißen Bande und Kriegsmedaille
- 1872: Ehrenbürger von Laibach
- Ehrenbürger von Gottschee und Rudolfswert
- Ehrenmitglied der Philharmonischen Gesellschaft Laibach
- Ehrenmitglied des Laibacher Deutschen Turnvereins
- Ehrenmitglied der Laibach Freiwilligen Feuerwehr
- Franz-Joseph-Orden, Komturkreuz